# Psaume 48 (47)
Le psaume 48 (47 selon la numérotation grecque) est un psaume qui exprime l'admiration et la louange de Dieu.8 Mars 

## Texte
| 1  | א שִׁיר מִזְמוֹר, לִבְנֵי-קֹרַח.                                                         | Cantique. Psaume des fils de Koré. | canticum psalmi filiis Core secunda sabbati                                                                            |
| 2  | ב גָּדוֹל יְהוָה וּמְהֻלָּל מְאֹד-- בְּעִיר אֱלֹהֵינוּ, הַר-קָדְשׁוֹ.                                  | L’Éternel est grand, il est l’objet de toutes les louanges, dans la ville de notre Dieu, sur sa montagne sainte.                                         | magnus Dominus et laudabilis nimis in civitate Dei nostri in monte sancto eius                                         |
| 3  | ג יְפֵה נוֹף, מְשׂוֹשׂ כָּל-הָאָרֶץ:הַר-צִיּוֹן, יַרְכְּתֵי צָפוֹן; קִרְיַת, מֶלֶךְ רָב.                     | Belle est la colline, joie de toute la terre, la montagne de Sion ; le côté septentrional, c’est la ville du grand roi.                                  | fundatur exultatione universae terrae montes Sion latera aquilonis civitas regis magni                                 |
| 4  | ד אֱלֹהִים בְּאַרְמְנוֹתֶיהָ, נוֹדַע לְמִשְׂגָּב.                                                 | Dieu, dans ses palais, est connu pour une haute retraite.                                                                                                | Deus in domibus eius cognoscitur cum suscipiet eam                                                                     |
| 5  | ה כִּי-הִנֵּה הַמְּלָכִים, נוֹעֲדוּ; עָבְרוּ יַחְדָּו.                                             | Car voici, les rois s’étaient concertés : Ils n’ont fait que passer ensemble.                                                                            | quoniam ecce reges congregati sunt convenerunt in unum                                                                 |
| 6  | ו הֵמָּה רָאוּ, כֵּן תָּמָהוּ; נִבְהֲלוּ נֶחְפָּזוּ.                                               | Ils ont regardé, tout stupéfaits, ils ont eu peur, et ont pris la fuite.                                                                                 | ipsi videntes sic admirati sunt conturbati sunt commoti sunt                                                           |
| 7  | ז רְעָדָה, אֲחָזָתַם שָׁם; חִיל, כַּיּוֹלֵדָה.                                                 | Là un tremblement les a saisis, comme la douleur d’une femme qui accouche.                                                                               | tremor adprehendit eos ibi dolores ut parturientis                                                                     |
| 8  | ח בְּרוּחַ קָדִים-- תְּשַׁבֵּר, אֳנִיּוֹת תַּרְשִׁישׁ.                                               | Ils ont été chassés comme par le vent d’orient, oui brise les navires de Tarsis.                                                                         | in spiritu vehementi conteres naves Tharsis                                                                            |
| 9  | ט כַּאֲשֶׁר שָׁמַעְנוּ, כֵּן רָאִינוּ--בְּעִיר-יְהוָה צְבָאוֹת, בְּעִיר אֱלֹהֵינוּ:אֱלֹהִים יְכוֹנְנֶהָ עַד-עוֹלָם סֶלָה. | Ce que nous avions entendu dire, nous l’avons vu dans la ville de l’Éternel des armées, dans la ville de notre Dieu : Dieu la fera subsister à toujours. | sicut audivimus sic vidimus in civitate Domini virtutum in civitate Dei nostri Deus fundavit eam in aeternum diapsalma |
| 10 | י דִּמִּינוּ אֱלֹהִים חַסְדֶּךָ-- בְּקֶרֶב, הֵיכָלֶךָ.                                              | Ô Dieu, nous pensons à ta bonté au milieu de ton temple.                                                                                                 | suscepimus Deus misericordiam tuam in medio templi tui                                                                 |
| 11 | יא כְּשִׁמְךָ אֱלֹהִים-- כֵּן תְּהִלָּתְךָ, עַל-קַצְוֵי-אֶרֶץ;צֶדֶק, מָלְאָה יְמִינֶךָ.                         | Comme ton nom, ô Dieu ! Ta louange retentit jusqu’aux extrémités de la terre ; ta droite est pleine de justice.                                          | secundum nomen tuum Deus sic et laus tua in fines terrae iustitia plena est dextera tua                                |
| 12 | יב יִשְׂמַח, הַר צִיּוֹן--תָּגֵלְנָה, בְּנוֹת יְהוּדָה: לְמַעַן, מִשְׁפָּטֶיךָ.                             | La montagne de Sion se réjouit, les filles de Juda sont dans l’allégresse, à cause de tes jugements.                                                     | laetetur mons Sion exultent filiae Iudaeae propter iudicia tua Domine;                                                 |
| 13 | יג סֹבּוּ צִיּוֹן, וְהַקִּיפוּהָ; סִפְרוּ, מִגְדָּלֶיהָ.                                            | Parcourez Sion, parcourez-en l’enceinte, comptez ses tours,                                                                                              | circumdate Sion et conplectimini eam narrate in turribus eius                                                          |
| 14 | יד שִׁיתוּ לִבְּכֶם, לְחֵילָה--פַּסְּגוּ אַרְמְנוֹתֶיהָ: לְמַעַן תְּסַפְּרוּ, לְדוֹר אַחֲרוֹן.                    | Observez son rempart, examinez ses palais, pour le raconter à la génération future.                                                                      | ponite corda vestra in virtute eius et distribuite domus eius ut enarretis in progeniem alteram                        |
| 15 | טו כִּי זֶה, אֱלֹהִים אֱלֹהֵינוּ--עוֹלָם וָעֶד; הוּא יְנַהֲגֵנוּ עַל-מוּת.                           | Voilà le Dieu qui est notre Dieu éternellement et à jamais ; il sera notre guide jusqu’à la mort.                                                        | quoniam hic est Deus Deus noster in aeternum et in saeculum saeculi ipse reget nos in saecula                          |

## Usages liturgiques

### Dans le judaïsme
Ce psaume est récité le lundi lors de la prière quotidienne du Shir Shel Yom.
Le verset 2 fait partie de la Mishnah Tamid 7:4.
Le verset 12 fait partie des bénédictions avant le Chema Israël.

## Mise en musique
Le psaume 48 "Magnus Dominus" a été mis en musique par François Giroust, Charles Levens et Joseph Cassanéa de Mondonville (1734)